# L'ultimo yakuza
L'ultimo yakuza (初恋?, Hatsukoi, lett. "Primo amore") è un film del 2019, diretto da Takashi Miike.

## Trama
Un giovane pugile, Leo non ha famiglia e viene a conoscenza di essere affetto da un tumore al cervello. Per pagare i debiti di suo padre, una giovane ragazza Monica è costretta a diventare una ragazza squillo e tossicodipendente. Viene coinvolta in un piano per il traffico di stupefacenti progettato dallo yakuza Kase e dal poliziotto corrotto Ōtomo . Quando cerca di scappare da loro, incontra Leo. Leo colpisce Ōtomo e decide di aiutare Monica.
Julie si rende conto che il suo ragazzo Yasu viene ucciso da qualcuno e le droghe scompaiono. Kase fa credere alla yakuza che la triade cinese abbia rubato le droghe, e Gondō e Ichikawa escono per trovarle. Julie cerca anche vendetta per la morte del suo ragazzo. Chiachi, un membro femminile della triade cinese, viene inviato a cercare le droghe e Monica.

## Distribuzione
È stato presentato in anteprima nella Quinzaine des Réalisateurs dell'edizione 2019 del festival di Cannes.